# Chiesa di San Nicola (Tomba di Askold)
La chiesa di San Nicola, o chiesa della tomba di Askold, è una chiesa greco-cattolica situata nel parco della Tomba di Askold a Kiev, in Ucraina.

## Storia

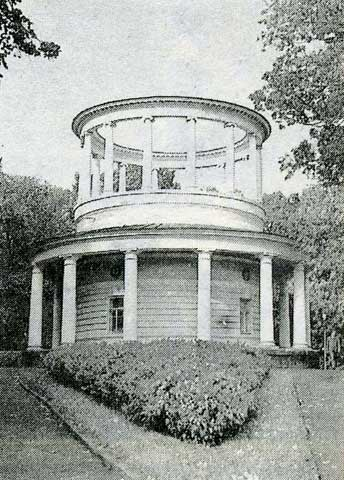
La chiesa sormontata dal colonnato nella seconda metà degli anni 1930

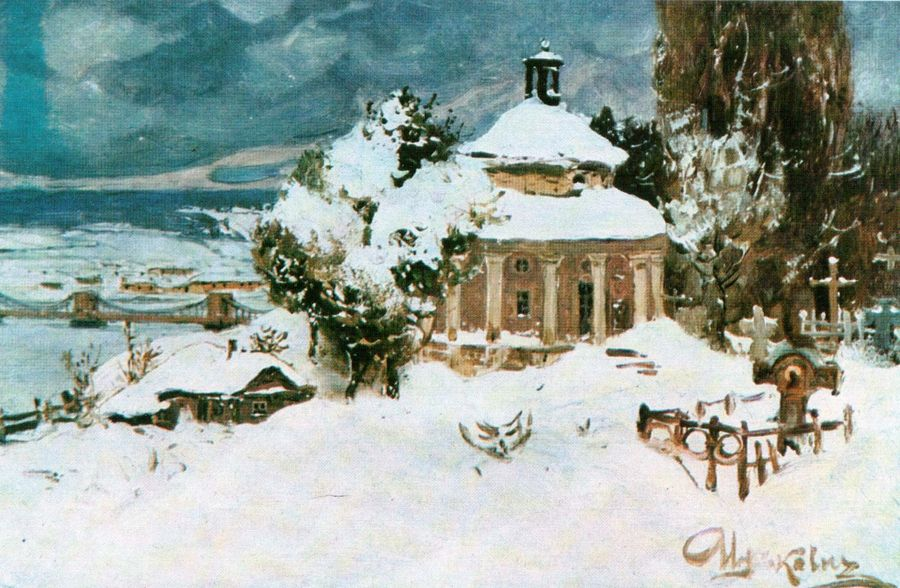
La chiesa in un dipinto di Ivan Ïžakevič del 1913

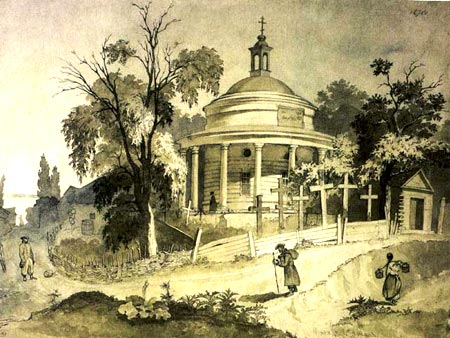
La chiesa in un'illustrazione di Taras Ševčenko del 1846

La chiesa si trova nel parco della Tomba di Askold, luogo in cui, secondo la tradizione, vennero uccisi i principi Askold e Dir nell'anno 882, e in cui lo stesso Askold (il cui nome cristiano era Nicola) venne sepolto. Già dal X secolo, per volontà di Olga di Kiev, venne costruita una chiesa dedicata a san Nicola sul luogo della morte dei principi, nella cui cripta venne posto il sarcofago di Askold: essa venne distrutta nel 971 da Svjatoslav e poi fatta ricostruire in legno nel 990 dal figlio di questi Vladimir.
Nel 1036 accanto alla chiesa venne fondato un monastero femminile; questo venne più tardi affiancato da un cimitero, che rimase in funzione anche dopo lo spostamento del monastero. Dal 1845 al 1871 il camposanto venne riservato dall'aristocrazia di Kiev, e ospitò molte sepolture celebri, con anche tombe di grande valore artistico; esso venne chiuso nel 1919.
All'inizio del XIX secolo la vecchia chiesa in legno era in pessime condizioni, e si decise quindi di sostituirla con quella odierna, una modesta rotonda in stile Impero eretta nel 1809-10 su progetto di Andrej Melenskij; restaurata nel 1882, nel 1893 venne dotata di un'iconostasi in marmo bianco, dipinta seguendo i bozzetti di Viktor Vasnecov. Fu sede parrocchiale per la chiesa ortodossa ucraina dal 1921 al 1934, anno in cui venne chiusa dalle autorità sovietiche: il circostante cimitero venne smantellato (le tombe vennero in parte distrutte, e in parte trasferite) e rimpiazzato dal parco tuttora esistente, e la chiesa venne riconvertita in ristorante, privata della cupola e dotata di un grosso colonnato progettato da P. G. Urchenko.
Nel 1992 la chiesa venne ceduta alla Chiesa greco-cattolica ucraina, che la riportò al suo aspetto originale nel 1997-98; nel 2017 è stato costruito un campanile vicino alla struttura.